# 哥多華猶太會堂

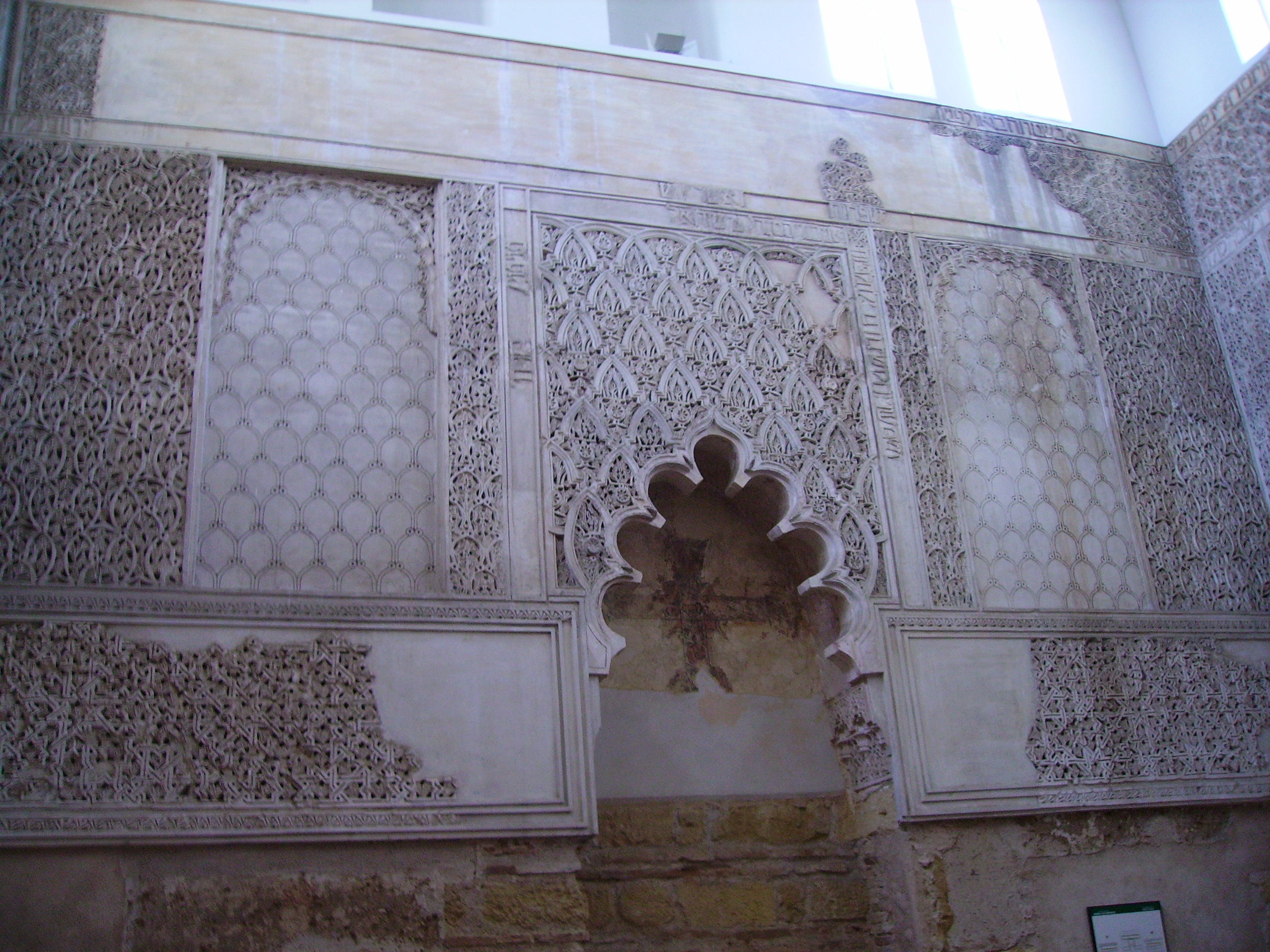

哥多華猶太會堂（Sinagoga de Córdoba）是西班牙城市哥多華的一座猶太會堂，位於哥多華的猶太區。這座猶太會堂修建於1315年。